# Kaf El Ghar
Kaf El Ghar (àrab كاف الغار) és una comuna rural de la província de Taza de la regió de Fes-Meknès. Segons el cens de 2014 tenia una població total de 8.104 persones.